# 앤 밴크로프트
앤 밴크로프트(영어: Anne Bancroft, 본명은 애나 마리아 루이자 이탤리아노(영어: Anna Maria Louisa Italiano), 1931년 9월 17일 ~ 2005년 6월 6일)는 미국의 배우, 영화 감독, 각본가, 가수이다.
아카데미 여우주연상, 칸 영화제 여우주연상, 골든 글로브상 2회, 영국 아카데미상 3회, 토니상 2회, 에미상 2회 수상자이다. 1952년 영화 《돈 보더 투 낙》을 통해 데뷔했으며, 1962년 영화 《미라클 워커》를 통해 아카데미 여우주연상을 수상했다. 1964년 영화 《펌프킨 이터》로 칸 영화제 여자배우상과 골든 글로브 여우주연상을 수상했으며, 1967년 영화 《졸업》을 통해 다시 한 번 골든 글로브 여우주연상을 수상했다.

## 출연 작품
- 미라클 워커 (1962)
- 펌프킨 이터 (1964)
- 졸업 (1967)
- 립스틱 (1976)
- 터닝 포인트 (1977)
- 엘리펀트 맨 (1980)
- 사느냐 죽느냐 (1983)
- 가보 토크 (1984)
- 신의 아그네스 (1985)
- 84번가의 연인 (1987)
- 미스터 존스 (1993)
- 아메리칸 퀼트 (1995)
- 못말리는 드라큐라 (1995)
- 지.아이. 제인 (1997)
- 위대한 유산 (1998)
- 개미 (1998)
- 스톤 부인의 로마의 봄 (2003)